# Thung lũng thấp Omo
Thung lũng thấp sông Omo là một Di sản thế giới của UNESCO nằm tại Ethiopia. Đây là một trong những địa điểm cổ sinh vật học quan trọng nhất ở Châu Phi. Nó nằm trong thung lũng của sông Omo tại Vùng Các dân tộc Phương Nam, gần Hồ Turkana và biên giới với Kenya.
Đây là nơi chứa đựng nhiều hóa thạch hài cốt của Vượn người cách đây 1,7-4 triệu năm trước, có tầm quan trọng cơ bản đối với nghiên cứu về sự tiến hóa của loài người. Trong số đó có hóa thạch lâu đời nhất được biết đến của Homo sapiens, khoảng 195.000 năm tuổi.